# Clypastraea biguttata
Clypastraea biguttatum là một loài bọ cánh cứng trong họ Corylophidae. Loài này được LeConte miêu tả khoa học đầu tiên năm 1879.